# Filip Pokutyński

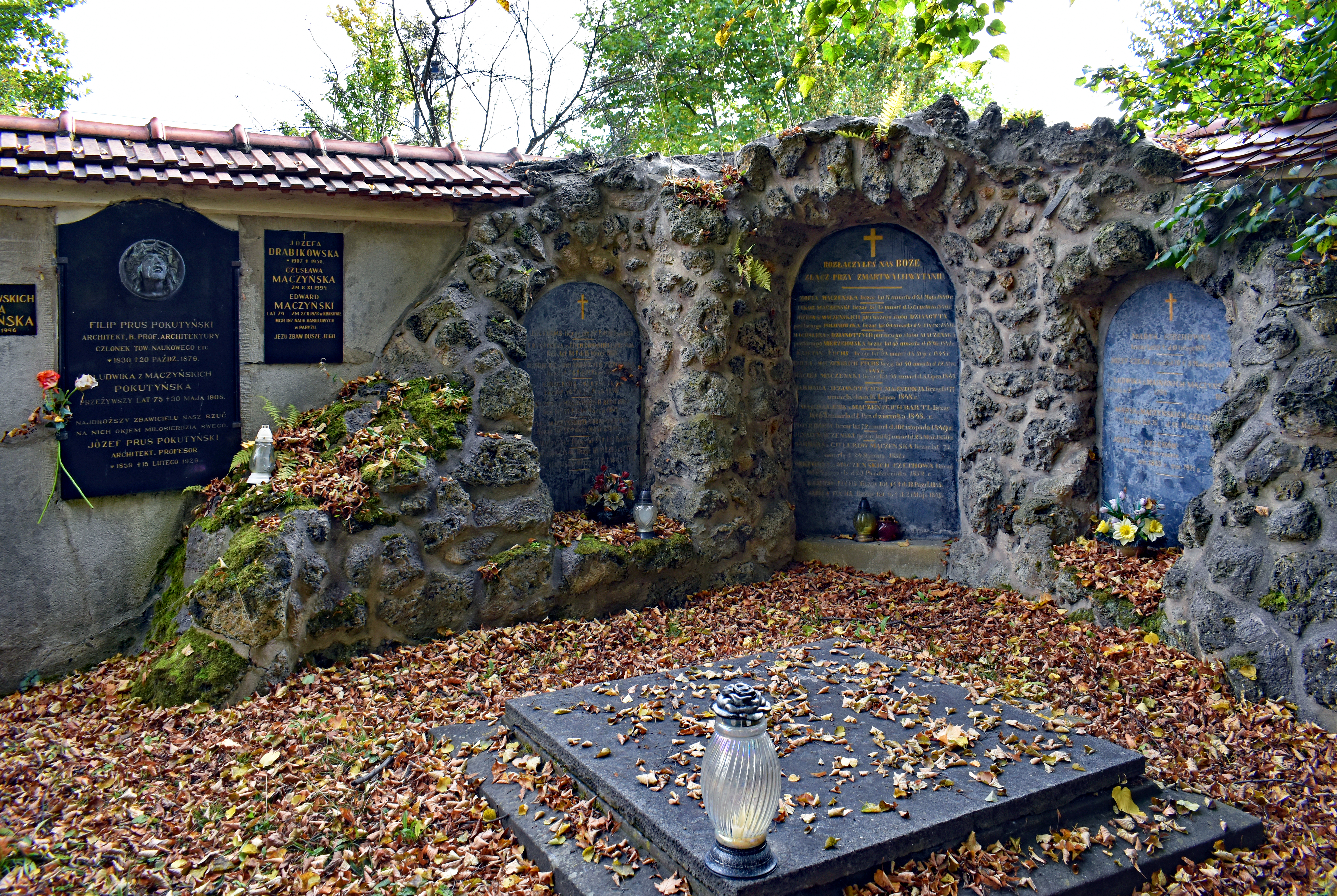
Grobowiec Pokutyńskich na cmentarzu Rakowickim

Filip Roman Pokutyński (ur. 19 sierpnia 1829 w Warszawie, zm. 28 października 1879 w Krakowie) – polski architekt. Ojciec architekta Józefa Pokutyńskiego.

## Życiorys
Absolwent Instytutu Technicznego w Krakowie, w latach 1849-1851 studiował w berlińskiej Allgemaine Bauschule, a następnie od maja 1851 w Akademie der Bildenden Kunste (Akademia Sztuk Pięknych w Monachium - klasa: Baukunst).) oraz w 1852 r. w wiedeńskim Instytucie Politechnicznym. W latach 1856–1869 wykładał budownictwo w Instytucie Technicznym w Krakowie, w latach 1869-1873 był wykładowcą we Lwowie. Od 1872 był członkiem Akademii Umiejętności, należał również do Towarzystwa Przyjaciół Sztuk Pięknych.
Projektował w stylach historycznych, zwłaszcza neorenesansowym. Był prekursorem rysunku inwentaryzacyjnego zabytków Krakowa. 
Pochowany został na cmentarzu Rakowickim w Krakowie, w narożniku pasa La i Ka, w grobowcu spokrewnionych ze sobą rodzin Czechów, Mączyńskich i Pokutyńskich.

## Ważniejsze realizacje
- Gmach Polskiej Akademii Umiejętności, ul. Sławkowska 17 (1857-1866)
- Pałac rodziny Wężyków w Minodze (1859)
- Kościół św. Anny w Bobinie (1869)[3]
- Kościół i klasztor SS Szarytek, ul. Warszawska 6-8 (1869-1871)
- Ratusz w Stanisławowie (1871)
- Kościół św. Wincentego a Paulo, ul. św. Filipa 19 (1875-1877)
- Kamienica przy ulicy Karmelickiej 27  (1875-1877) oraz przy ulicy Sławkowskiej 20.
- Pałac Pokutyńskich, Kraków, ul. Karmelicka 29, (1875-1877)
- Szkoła Miejska, ul. św. Marka 34
- Hotel Kleina (obecnie Hotel Best Western Kraków Old Town), ul. św. Gertrudy 6
- Neogotycka kruchta w Kościele Franciszkanów (od strony ulicy Brackiej)[4]
- Pałac w Brzyskach  ok. 1835

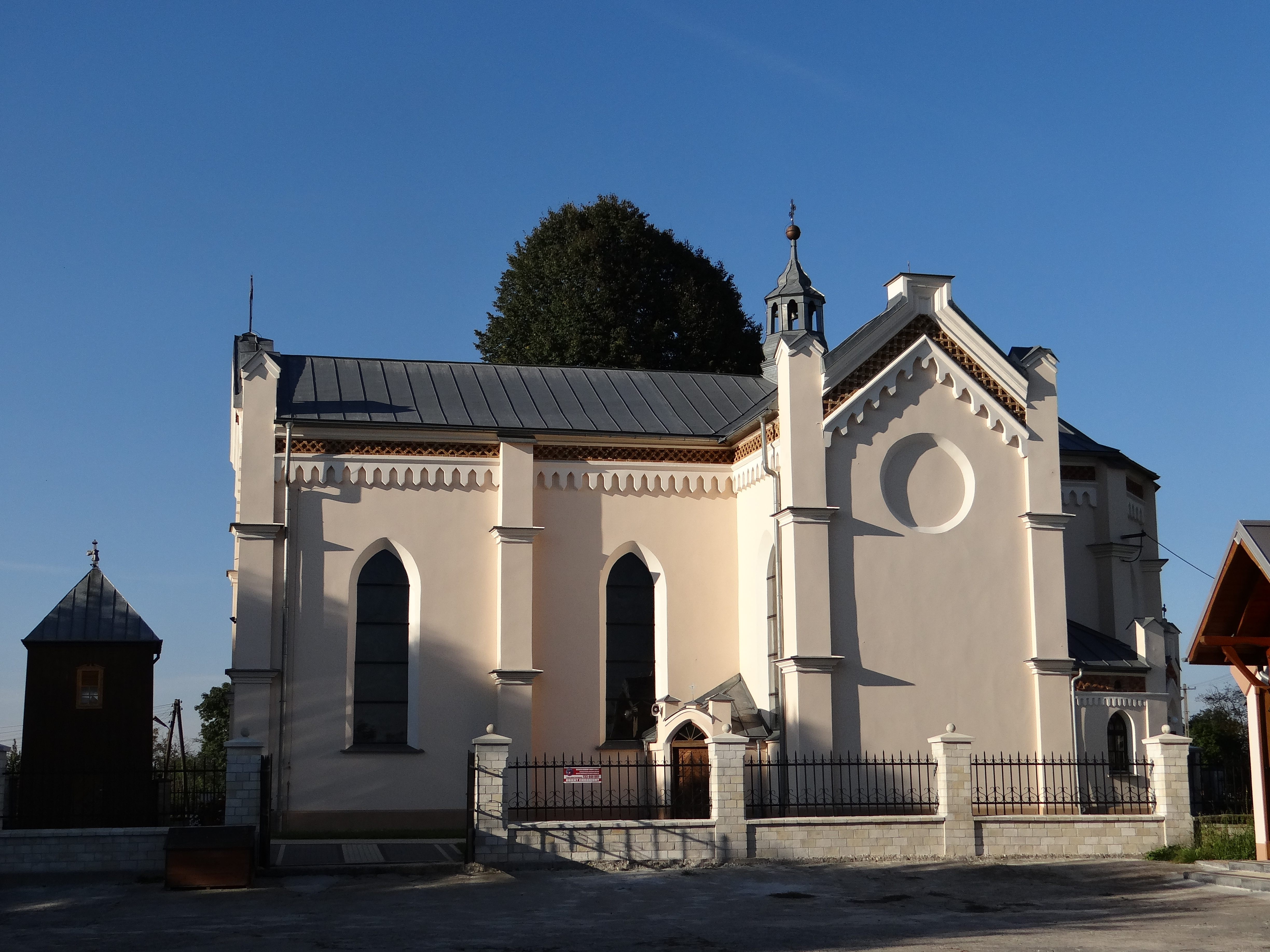
Kościół św. Anny Bobin
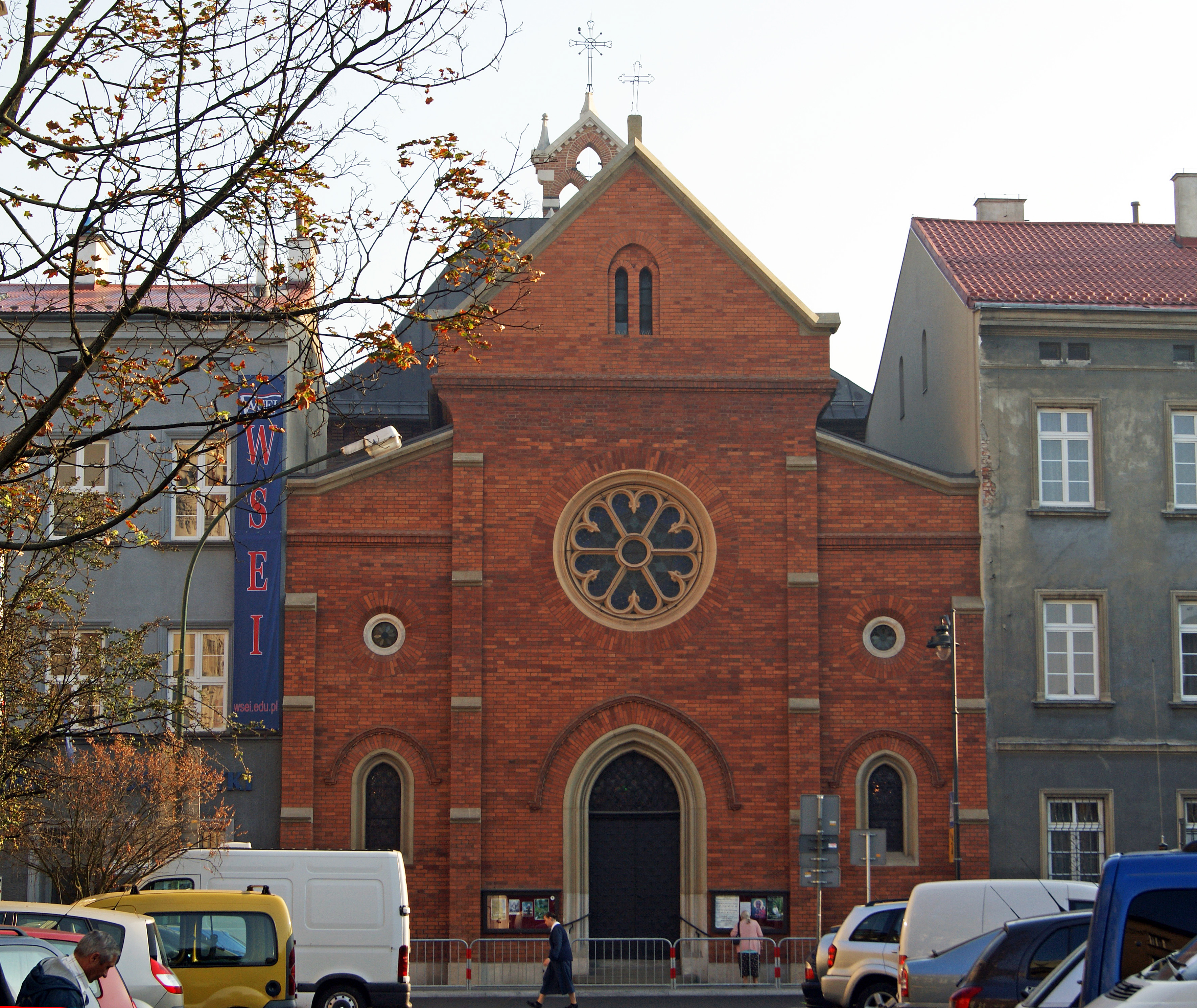
Kościół św. Wincentego à Paulo, Kraków ul. św. Filipa 19
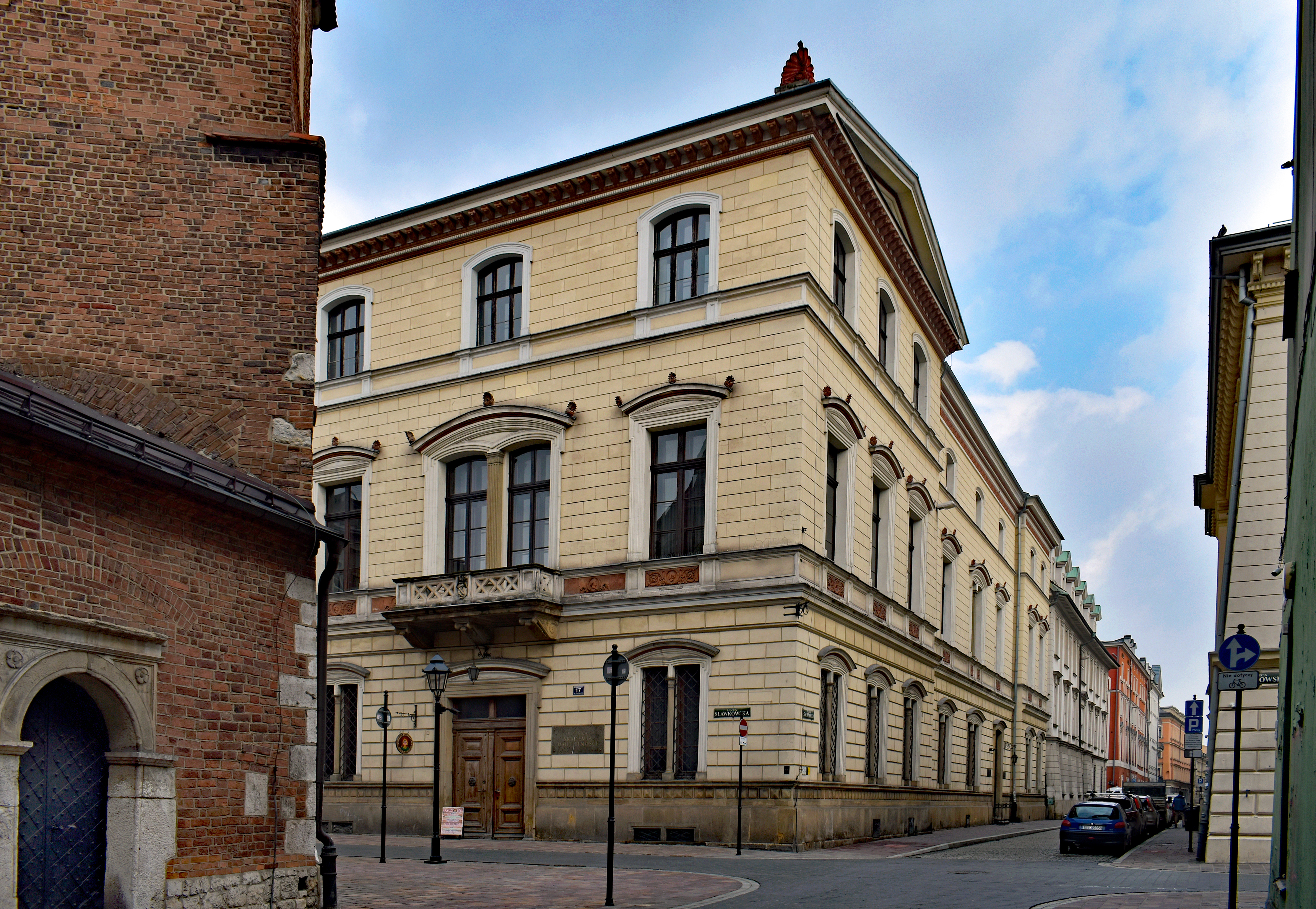
Budynek PAU (1857) Kraków ul. Sławkowska 17
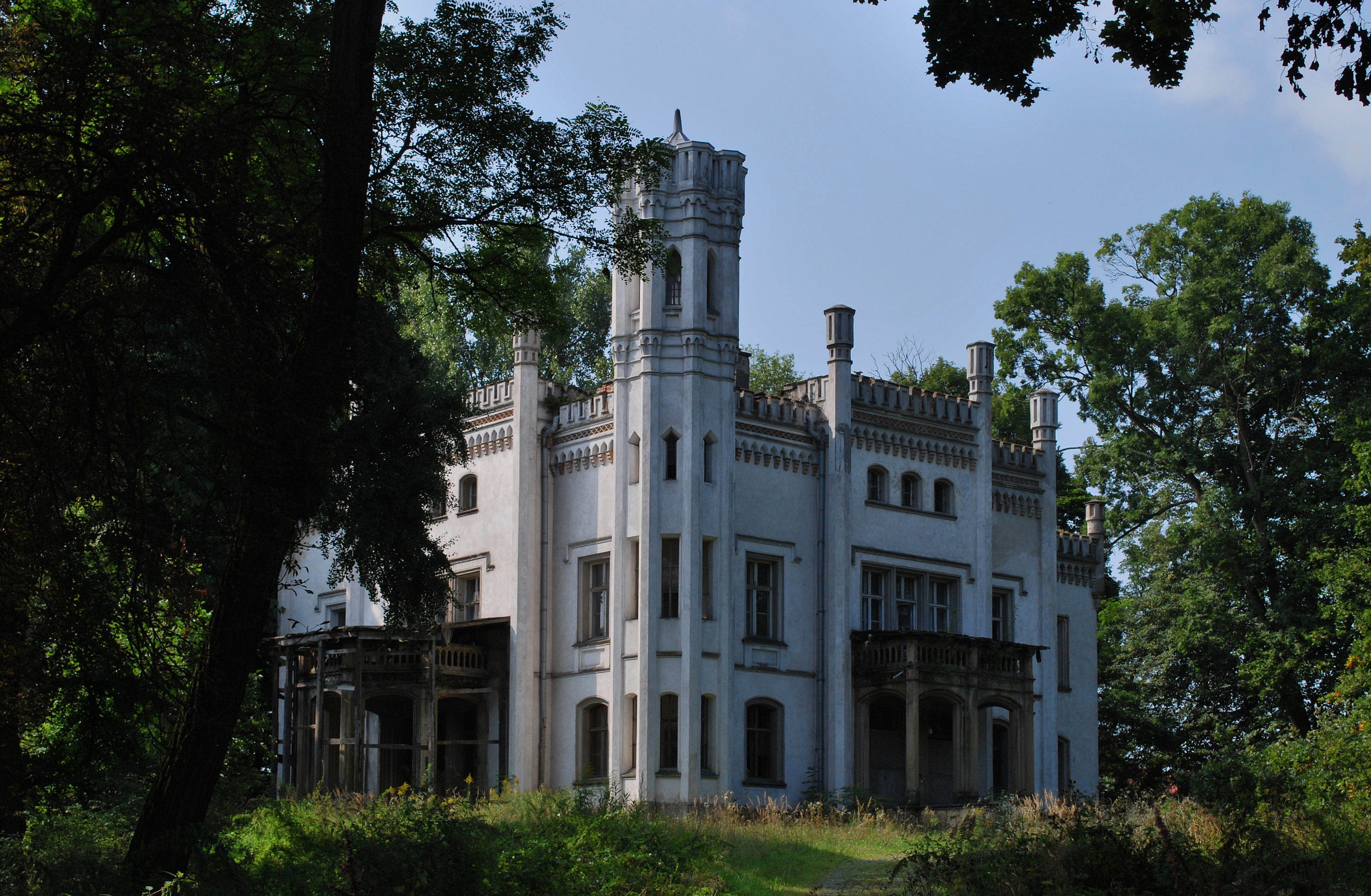
Willa Alfreda Milieskiego, Piekary
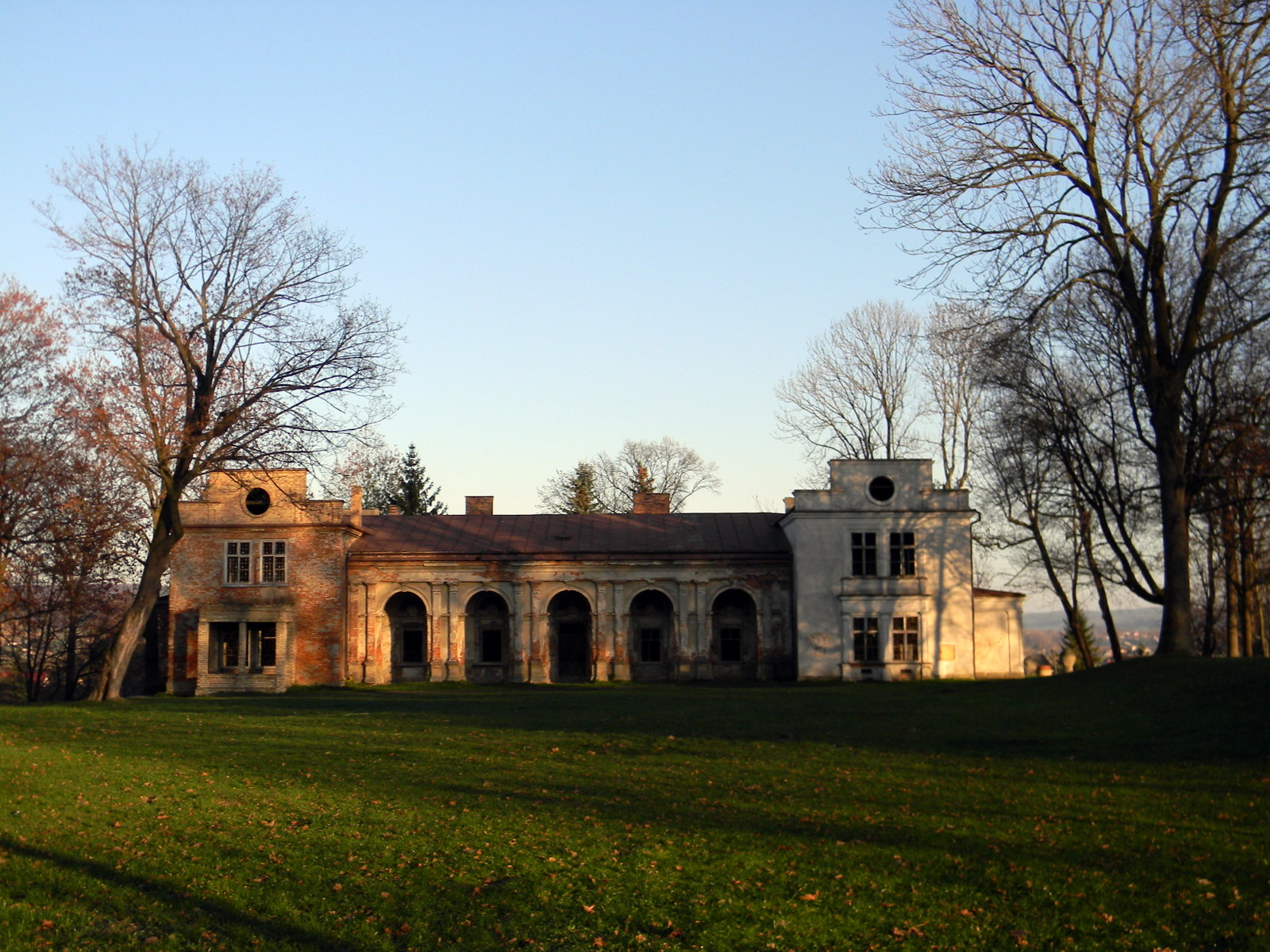
Pałac w Brzyskach
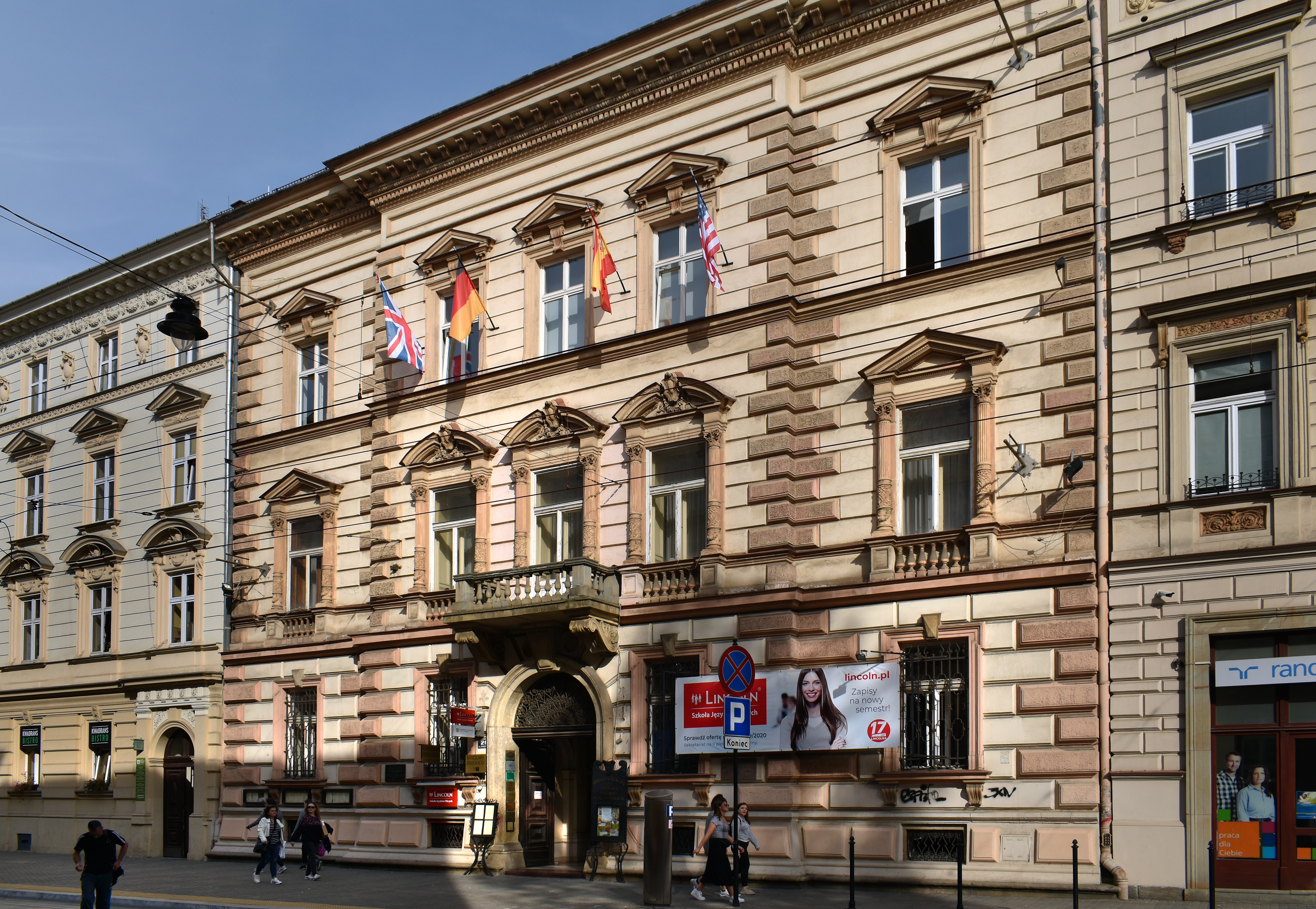
Pałac Pokutyńskich (1875), Kraków ul. Karmelicka 29
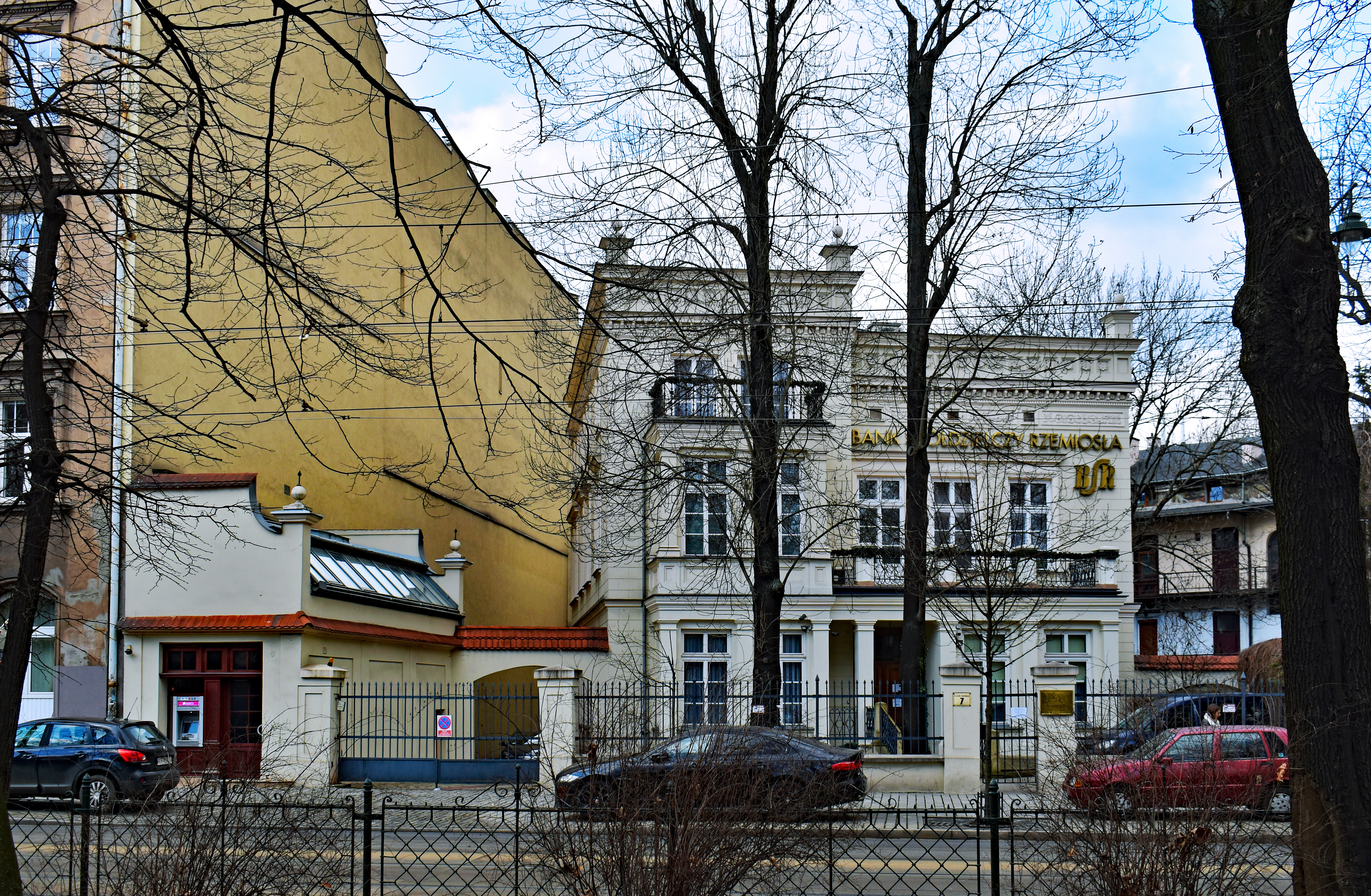
Pałacyk Marfiewicza (1875), Kraków ul. J. Dunajewskiego 7
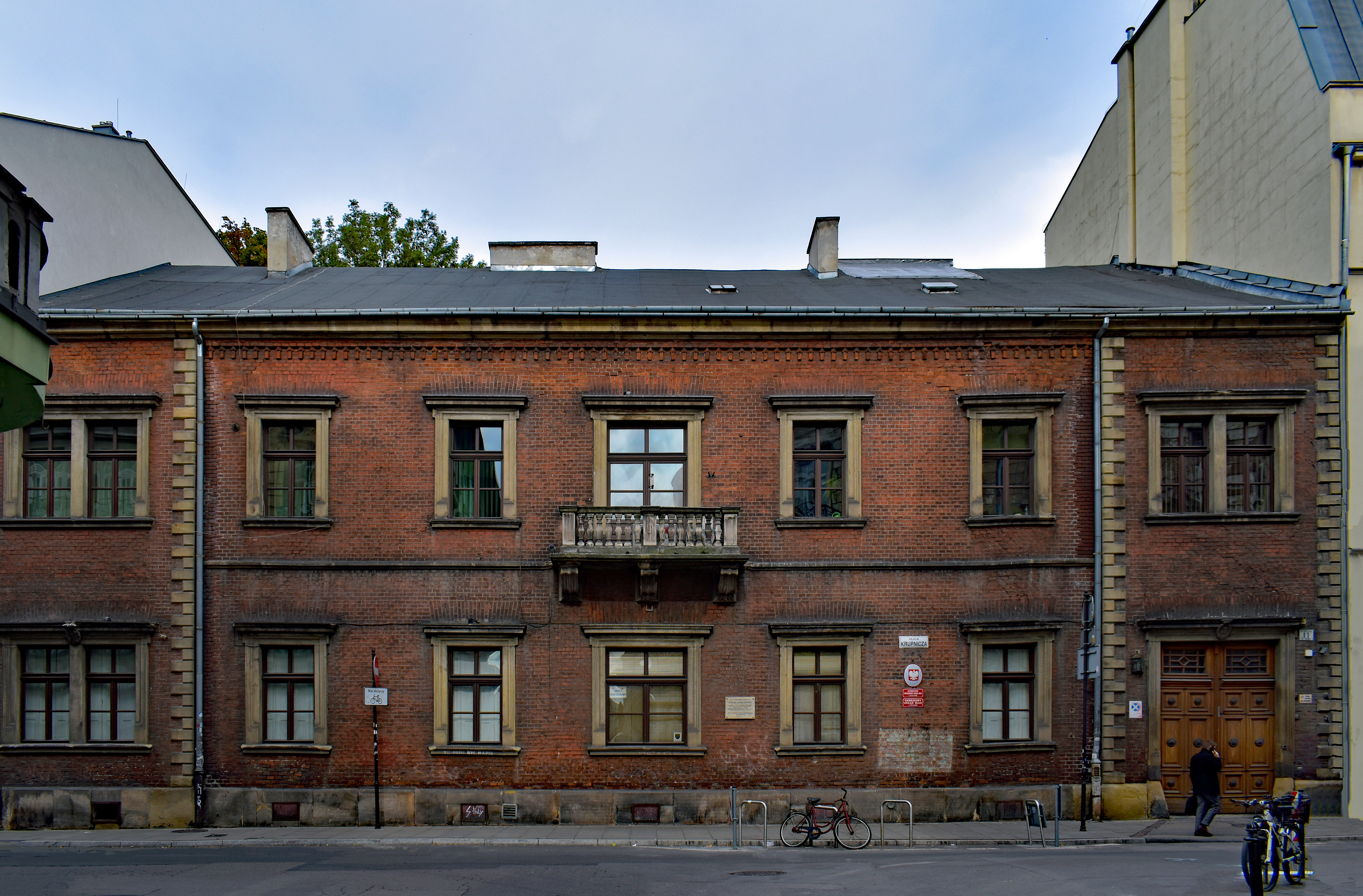
Pałacyk Mieroszewskich (1864), Kraków ul. Krupnicza 11

## Literatura
- Encyklopedia Krakowa, Kraków – Warszawa 2000, s. 776.